# 蟹狀星雲
蟹状星云（M1，NGC 1952或金牛座 A）是位于金牛座ζ星（天關）东北面的一个超新星残骸和脉冲风星云，是银河系英仙臂的一部分，距地球约6,500光年（2,000秒差距），直径达11光年（3.4秒差距），并以每秒约1,500公里的速度膨胀。
该星云由约翰·贝维斯于1731年发现，对应中国、阿拉伯和日本天文学家於公元1054年记录的一次超新星爆发（编号SN 1054，中国称天关客星）。1969年天文学家发现星云的中心是一颗脉冲星，直径约28–30公里，每秒自转30.2次，并发射出从γ射线到无线电波的宽频率范围电磁波。它也是首顆被确认为历史上超新星爆发遗迹的天体。
蟹状星云的X射线和γ射线辐射能量超过30 keV，最高可达450 TeV，而且非常稳定，因此天文学家将蟹状星云看成是宇宙中最稳定的高能辐射源之一，并将其作为一种标准来测量宇宙其他輻射源的能量。此星云是一个很好的辐射源，通过其他天体的掩星可以研究它與其他的天體。20世纪50和60年代时，天文学家曾借助穿过日冕的蟹状星云辐射对太阳日冕进行密度和成分测定。2003年，土卫六阻挡了蟹状星云的X射线辐射，天文学家借此机会测量土卫六的大气层的厚度。

## 起源
蟹状星云产生于公元1054年一次明亮的超新星爆发：SN 1054。当时中国、印度、阿拉伯和日本天文学家都记录了这一天文现象。而该星云则是由约翰·贝维斯于1731年首次观测到的。1758年，查尔斯·梅西耶在观测一颗亮彗星时独立地再次发现该星云。于是梅西耶将其作为自己的类彗星天体星表中第一个成员。1848年，罗斯伯爵在比尔城堡观测到了此星云，因为他绘制的图像形状与螃蟹类似，因此被稱為蟹狀星雲。
20世纪早期，对早期间隔数年的星云照片进行的分析顯示它正在不断膨胀。根据其膨胀速度反推可得，该星云在地球上开始可见的时间至少在900年以前。而中国天文学家在1054年的记录在天空的相同区域产生过一颗亮星，甚至白天都可观测到。虽然距离十分遥远，但是当时中国人观测到的客星在白天也能看見，因此只可能是超新星。这是一种自身的核聚变已經終止并坍缩，从而发生爆炸的大質量恒星。
近期对历史记载的分析表明，产生蟹状星云的超新星爆发时间为4月或5月上旬，到了7月最亮时视星等升至-7到-4.5之间（比夜空中除了月球以外的任何天体都亮）。该超新星在首次发现大约两年之内都可用肉眼看到。归功于东亚和中东地区的天文学家在1054年的观测記錄，蟹状星云成为第一个被确认与超新星爆发有关的天体。

## 物理状态

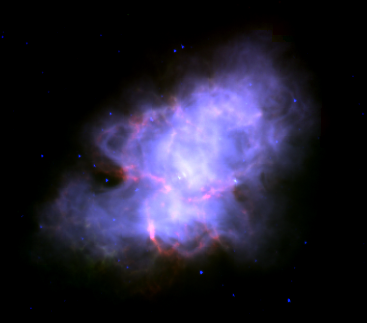
斯皮策空间望远镜拍摄的蟹状星云红外线图像

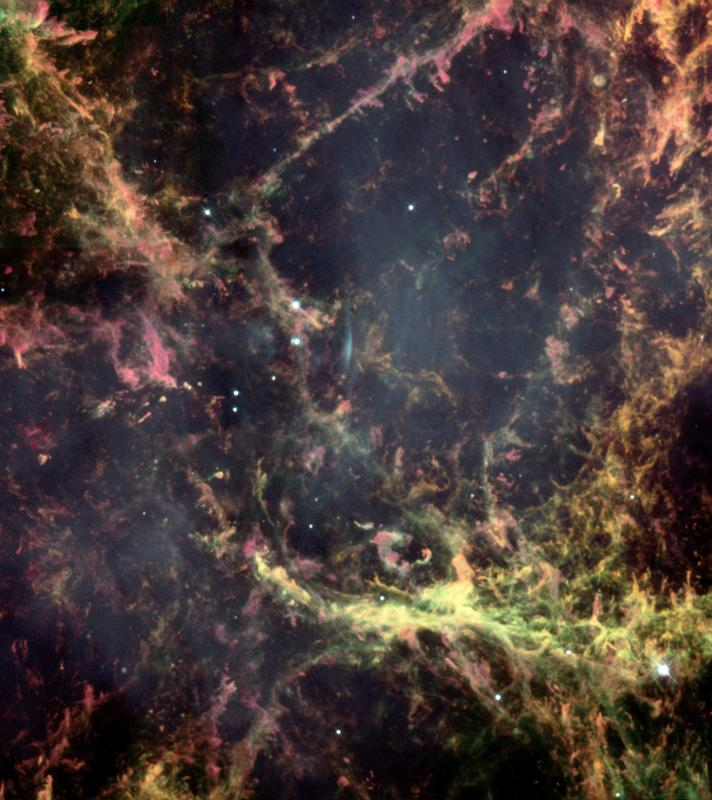
哈勃太空望远镜拍摄的蟹状星云的一小块区域，它错综复杂的丝状结构展现了瑞利－泰勒不稳定性。图片来自NASA/ESA。

蟹状星云在可见光区中有大量椭圆形的丝状结构围绕着弥散的蓝色核心区域，长达6角分，宽达4角分（相比而言，满月的直径为30角分），是视直徑最大的天体之一。从三维的角度看，该星云的形状是一个长椭球体。这些丝状结构是前身星大气层的残余成分，主要由离子化的氦和氢组成，也含有碳、氧、氮、铁、氖和硫。这些丝状结构的温度通常处于11,000–18,000K之间，而它们的密度大约为每立方厘米1,300个粒子。

### 距离和大小
尽管蟹状星云是天文学家关注的焦点之一，但由于每种估测方法都存在不确定性，它的距离誤差仍然是一个悬而未决的问题。2008年得到的共识是它离地球的距离为2.0±0.5千秒差距（6.5±1.6千光年）。蟹状星云正以大约1,500 km/s的速度膨胀。对间隔数年的星云照片进行分析，结果是它正在缓慢膨胀，比较这种角膨胀和谱线紅移可以测定膨胀速度，此方法也能估测该星云到地球的距离。1973年，一项运用多种不同方法测距的分析得出了它距离地球约6,300光年的结论。根据它的视直径大小及距离可以计算出其直径约为13±3光年[c]。
将时间追溯到1054年超新星爆发之后的几十年，可以发现这个星云自从产生以来就在不断加速膨胀。这种加速是因为中心的脉冲星产生的能量增强了星云的磁场，从而使星云膨胀，丝状结构不断向外伸展。

### 质量
估测星云的总质量对于估计对应超新星的前身星质量是至关重要的。蟹状星云丝状结构含有的物质（离子和中性气体喷射物，主要是氦）估计質量可达4.6±1.8M☉。

### 辐射
1953年，约瑟夫·什克洛夫斯基（Iosif Shklovsky）提出弥散的蓝色区域主要是由同步辐射造成的。这是指在磁場中迴轉的相對論性电子（運動速度接近光速的電子）因為徑向加速度垂直於速度而发射出的电磁辐射。之后的观测确认了此理论。到了20世纪60年代，天文学家发现电子偏转的洛伦兹力来自于星云中心一颗中子星的强大磁场，在此力的作用下电子发生偏转，并沿运动的切线方向发出电磁辐射。
自2010年9月19日起，天文学家观测到蟹状星云的伽马射线强度突然提高了2到3倍。一种解释认为，爆发的短暂性表明电子还没有加速到足以产生能量辐射的程度。当电子被加速到极高能量时，星云磁场的强度可能也会比通常估计的要加强3到10倍。短暂的过程表明，伽马射线可能源自星云内部相对较小的一部分。另一种解释则认为脉冲星的带电粒子风闯入了星云内部，并挤压星云的磁场。在这个过程中，磁场会释放出巨大的能量，从而为电子加速提供能量源。

### 磁场
蟹状星云的磁场强度约为10-3到10-4高斯，根据爱因斯坦质能方程，电子的总能量约为1049尔格。这显然不能与刚形成时相提并论，因为绝大部分能量已通过绝热损失辐射出去了。它的磁场有序程度很高，据国际伽玛射线天体物理实验室的数据，其γ射线辐射有46%是偏振的，光子的电磁场也同向分布。美国国家航空航天局戈达德太空飞行中心的大卫·汤普森说：“在天体物理学中，这是非常严重的事情。如此高比例的偏振意味着这里得有非常好的条件，才能使磁场非常有序地排列。”
脉冲星磁场达到地球的1012倍以上，类似于棒状磁场。上述事实表明脉冲星产生的粒子流速度很高，以至于非常接近脉冲星，才使磁场发生了扭曲。但由于目前仪器精度所限，还不能通过测量来确认。蟹状星云是绝无仅有的观测目标，因为其他脉冲星过于遥远，难以深入研究。

### 其他
目前人类对蟹状星云的观测已覆盖从无线电波到γ射线的整个波段。特别是钱德拉X射线天文台发射以后，它先后发现了两极的喷流，环绕着脉冲星赤道平面的星环，高速运动的亮条纹（wisp）和X射线强度很高的结节（knots）。这些结构的运动速度都很快，例如亮条纹可达光速的0.35至0.5倍，喷流也有光速的0.1倍。而结节的亮度仅次于中央的脉冲星。其中蟹状星云的异常部分之一是富氦星环，它的星环从东向西穿过脉冲星区域。星环中大约25%是可见喷出物，而计算结果表明95%都是氦。因此目前对于星环的结构还没有合理的解释。

## 中心天体

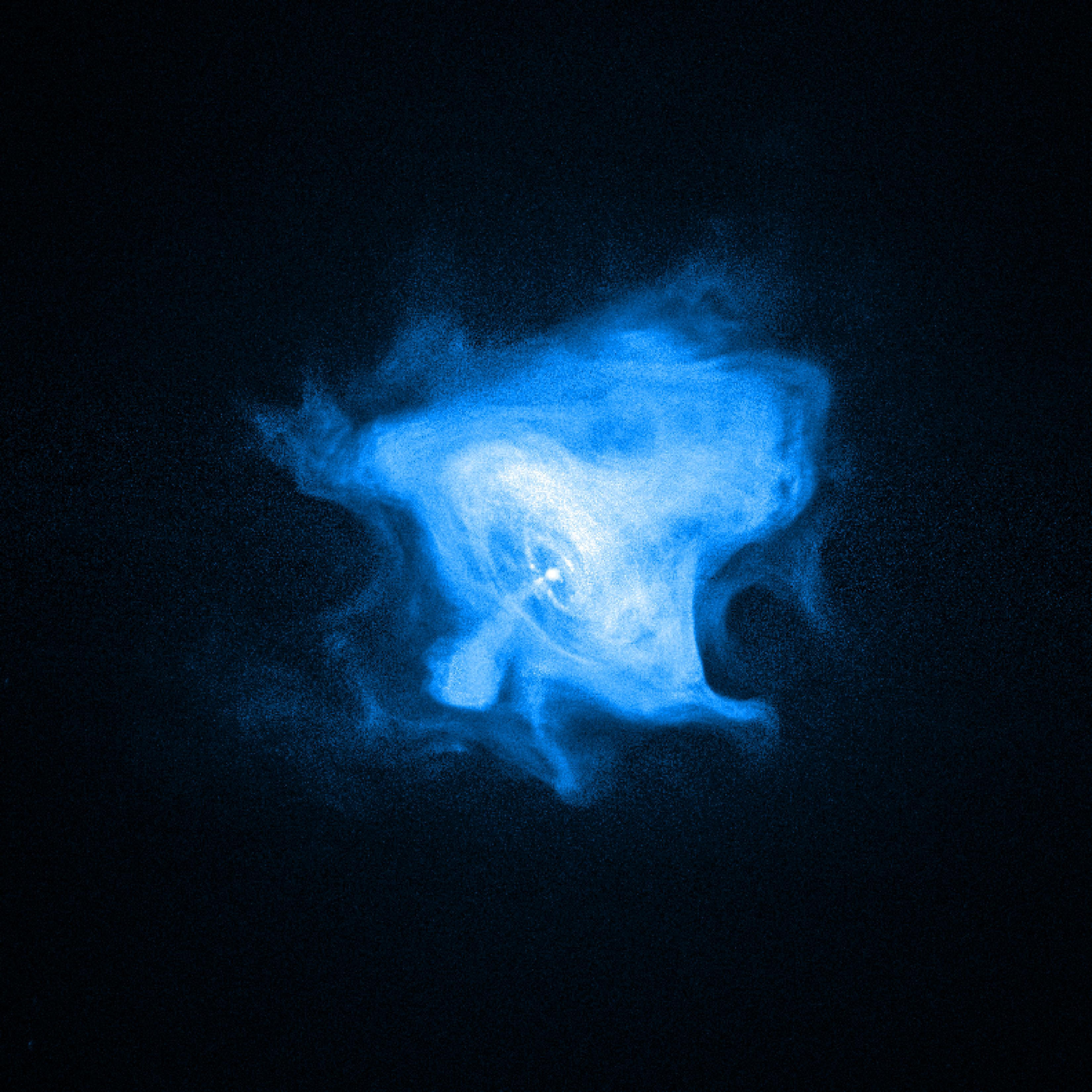
蟹状星云脉冲星的X射线照片

蟹状星云的中心有两颗暗星，其中一颗与此星云的形成直接相关。1942年，鲁道夫·闵可夫斯基发现它的光谱极不寻常，从而确认了它的特殊性。到了1949年，天文学家发现此星附近区域是很强的无线电波和X射线辐射源。1967年，它被确认为天空中γ射线辐射强度最大的天体之一。第二年，地球上接受到它放出的辐射脉冲，因此它成为最早发现的脉冲星之一。
脉冲星是强大的电磁辐射源，它们以一定而且很短的周期释放辐射脉冲，频率可达每秒数百次。1967年刚发现这种天体时就产生一个令人费解的谜团，该团队甚至考虑了那可能是先进文明发出的信号。然而，在蟹状星云中心发现了脉冲射线源，这成为证明该星云起源于超新星爆发的强有力的证据。现在认为它们是高速自转的中子星，它们的强磁场将辐射约束成很窄的波束向外释放。
据信，蟹状星云脉冲星的直径约为28–30千米，它每隔33毫秒发射一次辐射脉冲。辐射脉冲的波长跨越了从无线电波到γ射线的整个电磁波谱。与其他孤立的脉冲星一样，它的自转周期正在逐渐变慢。有时它的辐射周期会发生急剧变化，称作自转突变，这是由于中子星内部的突然重新组合引起的。脉冲星自转减缓时放出巨大的能量，并发射同步辐射，总光度可达太阳的75,000倍之多。
蟹状星云中心区域由于脉冲星极高能量的不断释放而变得异常活跃。大多数天体的演化非常缓慢，只有经历很长的时间尺度才能觉察出变化。而蟹状星云的内部在几天之内就能产生明显变化。星雲內部最活躍的特徵，是脉冲星的赤道风猛烈冲击稀疏的其他区域，形成激波阵面。这种激波的形状和位置瞬息万变，赤道风一阵阵地形成然后渐渐减弱并消失，这是因为它们进入了远离脉冲星的星云内部。

## 前身星

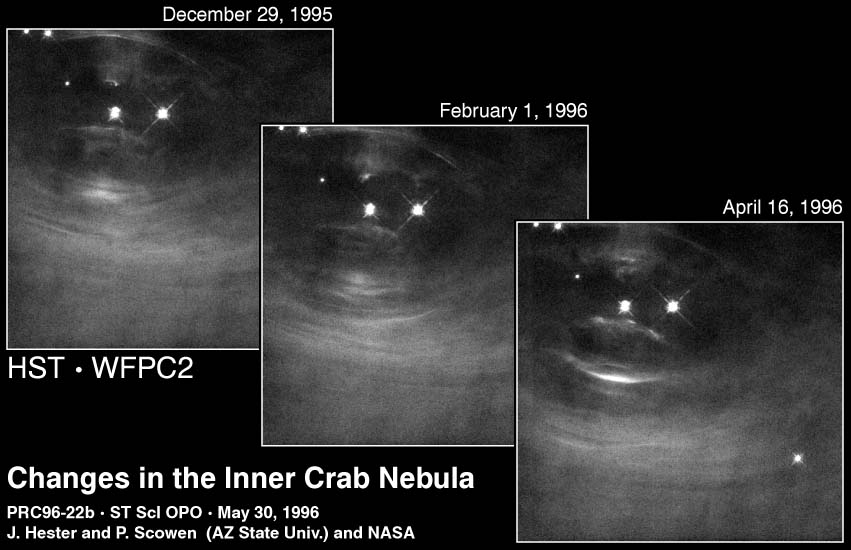
一系列哈勃太空望远镜拍摄的图像表明蟹状星云内部特征的变化周期为四个月。图片来自：NASA/ESA。

发生爆炸成为超新星的那颗恒星被称作前身星（Progenitor star）。有两种类型的恒星会发生超新星爆发：白矮星和大质量恒星。在所谓的Ia型超新星中，气体不断落在白矮星上，不断增大其质量直至接近临界值——钱德拉塞卡极限，最终的结果自然是发生爆炸。而对于Ib/c型和II型超新星，它们的前身星是一颗核聚变反应耗尽了燃料的大质量恒星，最终发生坍缩并不断升温，最终达到超新星爆发的临界温度。蟹状星云中心存在脉冲星表明它一定是由核心坍缩型超新星形成的，因为Ia型超新星不产生脉冲星。
超新星爆发的理论模型表明爆炸形成蟹状星云的前身星质量一定要在太阳质量的9到11倍之间。质量小于8倍太阳质量的恒星因太小而不能发生超新星爆发，它们的最终宿命是行星状星云。如果一颗恒星的质量大于太阳的12倍，那么它产生的星云化学成分会与蟹状星云中实际检测到的不符。然而，最近的研究表明，前身星可能是8到10太阳质量范围内的一颗超渐近巨星分支星，会在电子俘获型超新星爆炸的范围。2021年6月，《自然天文学》杂志上的一篇论文报导，2018年超新星SN 2018zd（位于星系NGC 2146中，距离地球约3100万光年）似乎是天文學家首次觀測到电子俘获型超新星。创造蟹状星云的超新星爆炸被认为是电子俘获型超新星的最佳候选者，而2021年的论文更可能证明这是正确的。
研究蟹状星云遇到的一个重大问题是星云和脉冲星的总质量明显比推测的前身星质量小。关于那些消失的质量的谜团至今仍未解开。首先通过它发出的总光度估算星云的质量，然后计算所需质量，可以得出星云的温度和密度。質量的區間估計是太陽質量的1–5倍之間，而一般研究者認為太陽質量的2–3倍是合適的估計值。此外，中子星的质量估计为1.4至2倍太阳质量。
解释蟹状星云消失质量的主要理论是前身星的一部分物质在超新星爆发之前就由星风带走了，这种现象在沃尔夫–拉叶星中是很常见的。然而，这会在星云外形成一个壳层。尽管天文学试图使用各种不同的波长来探测壳层，但至今还没有任何发现。

## 太阳系天体掩星

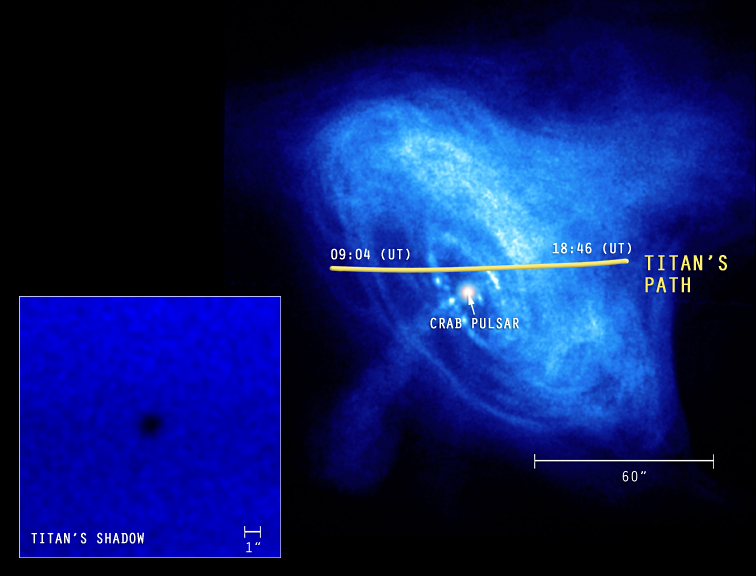
2003年土卫六掩蟹状星云

蟹状星云所在位置偏离地球绕太阳运转的黄道平面大约1.5°，这意味月球甚至其他行星可能凌或掩蟹状星云。尽管太阳不会掩蔽此星云，但它的日冕会在星云之前经过。这些凌星和掩星可用于同时分析星云和通过它的天体，因为凌星或掩星发生时地球接收到的蟹状星云的辐射会发生变化。
月球掩蟹状星云的现象已用于绘制星云的X射线发射光谱。在发射X射线观测卫星（比如钱德拉X射线天文台）之前，X射线观测的角分辨率普遍较低。但是月球从星云前经过的时候，它的位置可以计算地非常精确，相当于弥补了分辨率不足的缺陷，因此星云的亮度变化就可以用于制作X射线发射光谱。人们首次从蟹状星云观测到X射线时，就是运用月球的掩星来确定波源的确切位置。
太阳的日冕每年六月从蟹状星云前经过。此时收到的蟹状星云的无线电波可用于分析日冕的密度和结构。早期观测认为日冕的延伸距离远比以前的估计要大，而后来的观测发现日冕密度会发生巨大的变化。
土星掩蟹状星云是很罕见的，最近一次是2003年，而更前的一次在1296年，下次则要到2267年。天文学家运用钱德拉X射线天文台在土星掩星云时观测它的卫星土卫六，并发现土卫六的X射线暗斑比它的固体表面更大，因为它的大气层也能吸收X射线。这些观测表明土卫六的大气层厚度大约是880千米。土星的掩星没有被观测到，因为钱德拉X射线天文台当时正在经过范艾伦辐射带。